# Onde sismiche di superficie
Le onde sismiche di superficie sono onde sismiche che si propagano principalmente lungo una interfaccia fra due materiali aventi velocità sismiche diverse.
Le principali, che interessano chi si occupa di studi sismologici su terra ferma (cioè non marini) sono due: quelle di Rayleigh e quelle di Love. I loro nomi derivano da coloro che per primi ne hanno previsto e descritto il carattere:  John William Strutt Rayleigh (nel 1885) e Augustus Edward Hough Love (nel 1911).

## Caratteristiche delle onde
Vengono dette di superficie perché la loro ampiezza decrementa in modo esponenziale con la profondità e la loro propagazione interessa quindi un limitato spessore superficiale, la cui profondità dipende dalla lunghezza d'onda considerata.
Rispetto alle onde di volume la loro ampiezza è notevolmente maggiore e per questo motivo tipicamente dominano qualsiasi dataset sismico (per tale motivo sono indicate con l'espressione ground roll).
Le onde di Rayleigh si muovono su un piano radiale secondo un moto detto retrogrado in quanto, se si considera la singola particella, in un certo senso danno l'impressione di tornare indietro. Tale moto indica che le onde hanno sia una componente verticale che una orizzontale radiale (cioè parallela alla direzione di propagazione);
Le onde di Love si muovono invece solamente sul piano orizzontale con un'oscillazione la cui direzione è perpendicolare rispetto alla direzione di propagazione dell'onda.